# Psyra subcuneata
Psyra subcuneata är en fjärilsart som beskrevs av Inoue 1954. Psyra subcuneata ingår i släktet Psyra och familjen mätare. Inga underarter finns listade.